# Mark Plaatjes
Mark Plaatjes, född den 2 juni 1962 i Johannesburg i Sydafrika, är en amerikansk före detta friidrottare som tävlade i maratonlöpning.
Plaatjes började tävla för Sydafrika men på grund av landets apartheidpolitik var han förhindrad att delta vid Olympiska sommarspelen 1984 och 1988. Han blev amerikansk medborgare precis innan VM 1993 där han vann guld.

## Personliga rekord
- Maraton - 2:08.58 från 1985